# Sara Frenkel

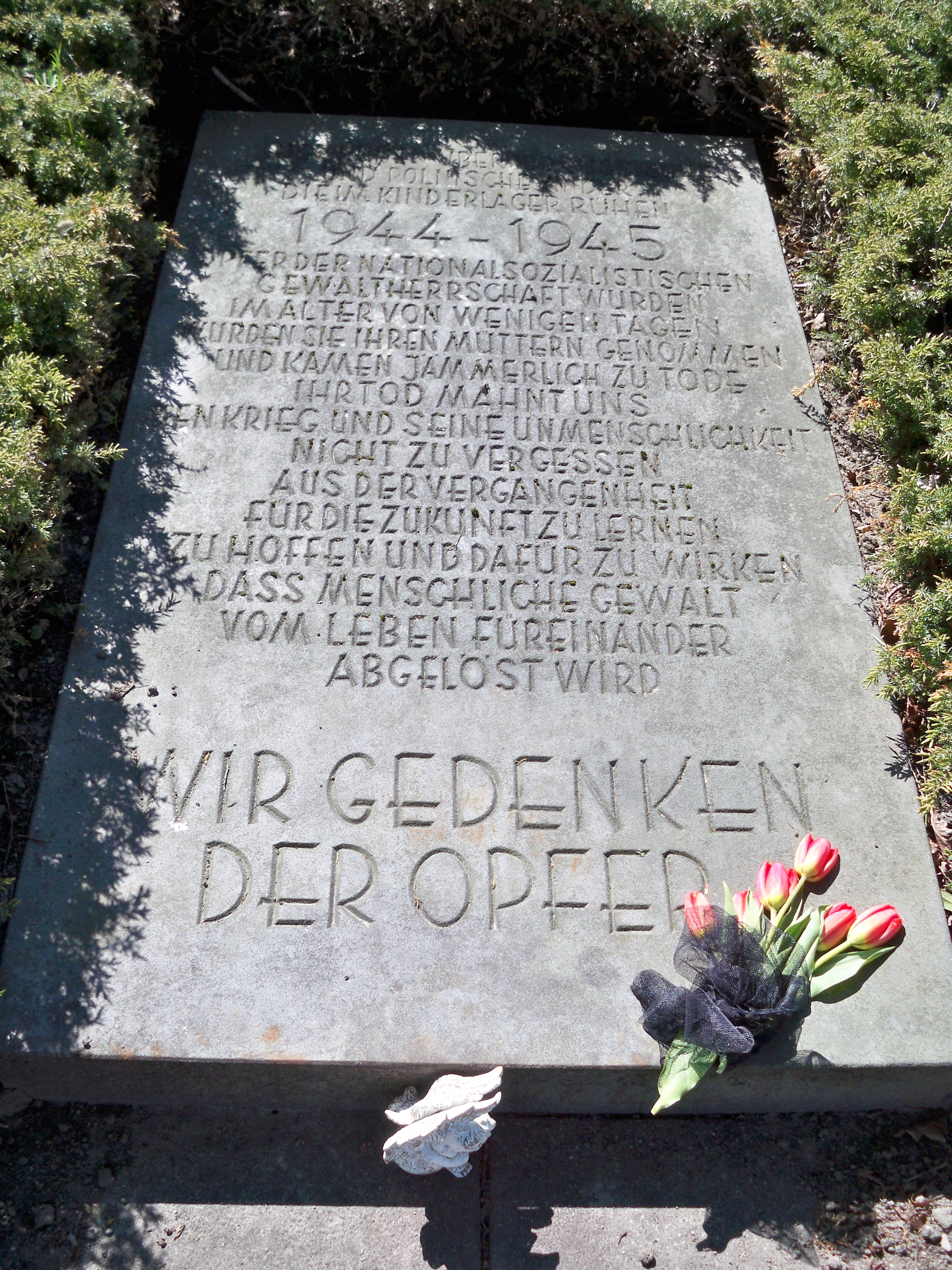
Tablica pamiątkowa na zbiorowej mogile polskich i rosyjskich dzieci, ofiar domu opieki dla dzieci w Rühen

Sara Frenkel (z domu Sara Bass, ur. 1922 w Lublinie) – Polka pochodzenia żydowskiego, która przetrwała Holocaust w Niemczech na sfałszowanych dokumentach.
Korzystając ze sfałszowanych dokumentów, wystawionych na polsko brzmiące nazwisko, pracowała wraz z siostrą Leą jako robotnica przymusowa, w latach 1943–1945, w zakładach Volkswagena w Wolfsburgu. Była zatrudniona jako pielęgniarka w żłobku dla dzieci urodzonych przez robotnice zagraniczne w zakładach Volkswagena. Ze względu na złe warunki higieniczne w żłobku zmarło ok. 35 niemowląt. W roku 1944 żłobek został przeniesiony do miejscowości Rühen znajdującej się w pobliżu Wolfsburga. Umieralność niemowląt pozostawała nadal wysoka, prawie wszystkie zmarły. 
Wkrótce po wyzwoleniu poślubiła w grudniu 1945 Manfreda Frenkla, byłego więźnia obozu koncentracyjnego Neungamme, na początku września 1946 urodziła syna, któremu nadała imię Chaim na pamiątkę jej zamordowanego brata.
W roku 1947 Frenklowie założyli sklep jubilerski w Brunszwiku, w roku 1949 wyemigrowali do Izraela, stamtąd w roku 1959 przenieśli się do Belgii. 
Sara Frenkel odwiedziła w latach osiemdziesiątych Wolfsburg i Rühen. Z jej inicjatywy na cmentarzu w Rühen ustawiono w 1988 tablicę pamiątkową na zbiorowej mogile zmarłych polskich i rosyjskich dzieci ze żłobka. Wraz z mężem założyła też fundację opiekującą się cmentarzem żydowskim w Lublinie.
Swoje przeżycia z czasów wojny opisała w wydanej antologii Überleben in Angst w 2005 roku. 
Jako ocalała z Holocaustu, całe życie walczyła, ażeby przeszłość nie została zapomniana.
W 2010 roku w centrum Wolfsburga nazwano plac jej imieniem z odsłoniętym w jej obecności pomnikiem ku czci robotników przymusowych zatrudnionych w Wolfsburgu.
Sara Frenkel mieszka w Antwerpii. 